# Charles Mengin
Pour les articles homonymes, voir Mengin.
Charles Auguste Mengin né à Paris le 5 juillet 1853 et mort dans la même ville le 3 avril 1932 est un peintre et sculpteur français,.

## Biographie
Charles Auguste Mengin est le fils d'Auguste Charles Victor Mengin, lui-même statuaire, mort en 1894 ; il est aussi le frère jumeau de Paul Eugène Mengin,, également statuaire. Leurs parents se marient cinq ans après la naissance des jumeaux, qu'ils reconnaissent lors de la signature de leur mariage. Il devient élève de Gecker, Paul Baudry, Alexandre Cabanel, et Aimé Millet,, à l'École des beaux-arts de Paris en sections de peinture et de sculpture.
Il expose au Salon des artistes français de 1876 à 1927. Il obtient une médaille de 3e classe au Salon de 1876 et une médaille d'argent à l'Exposition universelle de 1900.

## Œuvres dans les collections publiques
Royaume-Uni

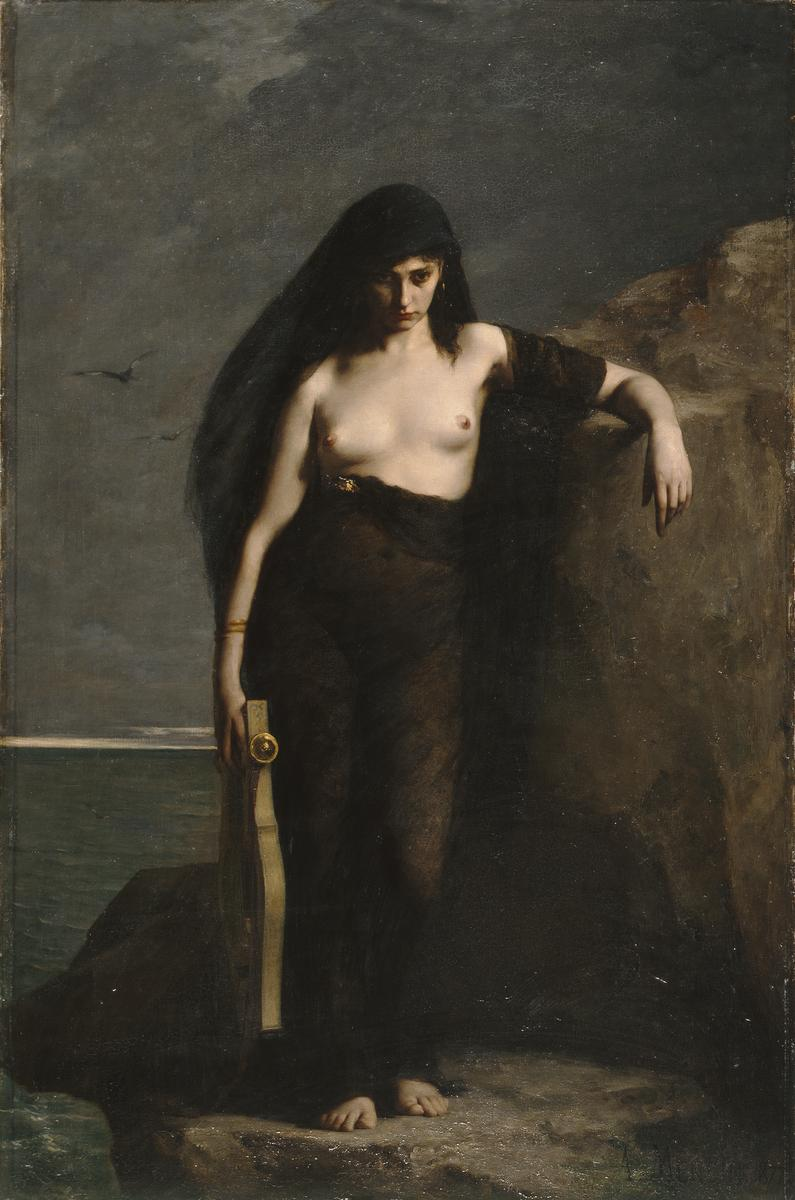
Sappho (1877), Manchester Art Gallery.

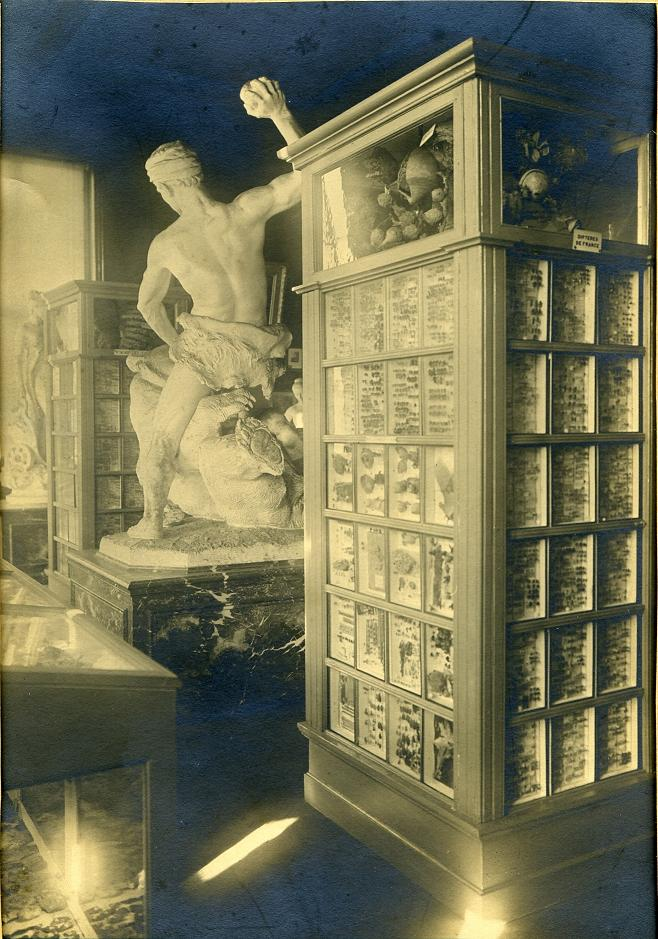
Exploit de David (1885), musée d'Elbeuf (œuvre disparue).

- Manchester, Manchester Art Gallery Sappho, 1877[15].

France
- Chantilly, musée Condé :
  - Diane au repos, 1879, d'après Paul Baudry[16] ;
  - Vénus jouant avec l'amour, 1879, d'après Paul Baudry[17] ;
  - Voussures du salon de Dreux à la maison de Sylvie, d'après Paul Baudry :
    - Amour portant les attributs d'Appolon[18] ;
    - Amour portant les attributs de Ceres[19] ;
    - Amour portant les attributs de Diane[20] ;
    - Amour portant les attributs de Junon[21] ;
    - Amour portant les attributs de Jupiter[22] ;
    - Amour portant les attributs de Mars[23] ;
    - Amour portant les attributs de Mercure[24] ;
    - Amour portant les attributs de Minerve[25] ;
    - Amour portant les attributs de Neptune[26] ;
    - Amour portant les attributs de Pluton[27] ;
    - Amour portant les attributs de Vénus[28] ;
    - Amour portant les attributs de Vulcain[29].
- Choisy-le-Roi, mairie : peintures murales au château, puis faïencerie dite Société Hippolyte Boulenger et Cie, puis lotissement du Parc[9],[30].
- Dinan, château de Dinan : Méditation, 1890[31].
- Elbeuf, musée d'Elbeuf : Exploit de David, 1885, plâtre, œuvre disparue[32].
- Ferrières-en-Brie, mairie, salle du conseil :
  - Méditation, 1890[33], acheté au Salon de 1894 par le baron Alphonse de Rothschild et offert à la commune de Ferrières-en-Brie[3],[10] ;
  - L’Arlésienne[33].
- Gray, musée Baron-Martin : La Plaine à Saclay. Crépuscule sur les chaumes, pastel sur papier, 33 × 47 cm, legs d'Amédée Denis au musée Baron Martin en 1914.
- Limoges, hôtel de préfecture de la Haute-Vienne : décorations intérieures, 1905-1913[34].
- Nantes, musée des beaux-arts de Nantes : Portrait du peintre Brillaud[35].
- Paris, musée d'Orsay : Rêverie[36].
- Soissons, musée de Soissons : Faneuse ou Moissonneuse[37].

### Œuvres exposées au Salon
- 1883 : Danaé[38].
- 1885 : Exploit de David, plâtre.